# ریشوایلر-موهلباخ
ریشوایلر-موهلباخ (به آلمانی: Rieschweiler-Mühlbach) یک شهر در آلمان است که در زودوستپفالتس واقع شده‌است. ریشوایلر-موهلباخ ۲٬۲۶۲ نفر جمعیت دارد.